# Mikó András (író)
Mikó András (Brassó, 1978. október 8. – Kolozsvár, 1997. december 14.) erdélyi költő, prózaíró, publicista.

## Élete
Apja építészmérnök, anyja informatikus. Apai nagyapja Mikó Imre író.
Középiskolai tanulmányait a brassói Áprily Lajos Főgimnáziumban végezte, utána a kolozsvári Babeș–Bolyai Tudományegyetem Bölcsészettudományi Karára iratkozott be, magyar-angol szakra. Csak 3 hónapot lehetett egyetemista – 19 évesen meghalt gázmérgezésben.
Tevékenysége sokoldalú: írt, szerkesztett, színészkedett, tévézett, rádiózott, szervezett. 
Írt verset, novellát, „kisregényt”.  
Főszerkesztője volt a Visszhangnak (az Áprily Lajos Főgimnázium diáklapja) és a Perspektívának (a Kolozsvári Magyar Diákszövetség hetilapja). Írt közéleti és irodalmi lapokba: Campus (a Kolozsvári Magyar Diákszövetség lapja), Brassói Lapok, Szabadság, Látó, Helikon, Előretolt Helyőrség.
Játszott a brassói Áprily Lajos Főgimnázium Grimasz nevű színjátszócsoportjában, szerkesztette a Sulirádiót, filmnovellát és forgatókönyvet írt a kihaló erdélyi faluról, amiből film is készült. 
Barátja, hűséges tagja és szervezője volt különböző szervezeteknek: Nebulónia Diákszövetség az Áprily Lajos Főgimnáziumban,
DUMA (a Romániai Magyar Diákújságírók Egyesülete), KMDSZ (Kolozsvári Magyar Diákszövetség), Minimum pARTy társaság, Erdélyi IKE.
Szervezte az Áprily Napokat, a Diákok Tudományos Konferenciáját, általános műveltségi vetélkedőket.

## Művei
Posztumusz kötetei:
- Befejezetlen történetek tárháza. Előretolt helyőrség KÖNYVEK, Erdélyi Híradó Könyv- és Lapkiadó, Kolozsvár, 1998. Szerkesztette Orbán János Dénes, illusztrációk Bordos Zsolt.
- A meg nem írt regény. Előretolt helyőrség KÖNYVEK, Erdélyi Híradó Könyv- és Lapkiadó, Kolozsvár, 2002. Szerkesztette Nagy Koppány Zsolt, Válogatták és lektorálták: dr. Fried István és Orbán János Dénes, Borítóterv és illusztrációk: Könczey Elemér.
- Publicisztikai gyűjtemény. Összegyűjtötte és a szöveget gondozta: Mikó Imola és Mikó Júlia. Kiadó: Editor BL 49 Kft., Brassó, 2017.

Antológiákban szerepelt:
- A HÉTFEJŰ ZSÁKMÁNY. Fiatal költők antológiája. Mentor kiadó, Marosvásárhely, 1998. Kiadói tanács: Gálfalvi György, Kovács András Ferenc, Láng Zsolt, Markó Béla, Vida Gábor. A verseket válogatta Jánk Károly.
- 101 vers Brassóról. Kriterion könyvkiadó, Kolozsvár, 2008. Válogatta Jancsik Pál és Krajnik-Nagy Károly, Csutak Levente rajzaival.

## Emlékezete
1998 óta működik az emlékére létrehozott Mikó András Alapítvány, melynek célja: az irodalom, filozófia, színjátszás, újságírás, filmezés területén tehetséges, kreatív fiatalok támogatása. Oktató-/alkotótáborokat, színjátszófesztiválokat, író-olvasó találkozókat szervezni, ezeknek helyszínt biztosítani.
Mikó András-emlékdíjat alapítottak, amelyet az IKV egyik első díjasa kap.
1998 óta Mikó András-díjat osztanak a brassói Áprily Lajos Főgimnáziumban és a kolozsvári Babeș-Bolyai Tudományegyetem Bölcsészettudományi Karának Magyar nyelv és irodalom szakán, az irodalom területén leginkább kiemelkedő kreatív végzős diákoknak.
Mikó Andrásra való megemlékezést tartottak halálának 10. évfordulóján. Méltatták: Egyed Emese, Fried István, Orbán János Dénes. Műveiből felolvasott a GRIMASZ.

## Díjai, elismerései
- „Április 11” Irodalmi Kreativitás Verseny 1996-os országos döntő: I. díj, Világnégyzet, Oedipus különdíjak.
- „Április 11” Irodalmi Kreativitás Verseny 1997-es országos döntő: I. díj, Látó, Jelenkor, Nono, Múzsa/Népújság, pécsi JK különdíjak.
- Legjobb színpadi csoportmunka és legjobb férfi szereplő díja a király alakításáért Páskándi Géza Az eb olykor emeli lábát darabjában, a brassói Grimasz színjátszócsoporttal, Országos Diákszínjátszó Fesztiválon (OFIF 5, 1996).
- Országos I. díj középiskolások anyanyelvi vetélkedőjén 1996-ban.